# Grupo de Kreuzeck
O Grupo de Kreuzeck  (em alemão:  Kreuzeckgruppe) é um maciço montanhoso que se encontram na região de Caríntia da Áustria. O cume mais alto é o Mölltaler Polinik com 2.784 m.

## Localização
Os Grupo de Kreuzeck têm da mesma secção alpina a Norte os Alpes Tauern e a Sul os Alpes de Gail que pertencem aos Alpes Cárnicos e de Gail.

## SOIUSA
A Subdivisão Orográfica Internacional Unificada do Sistema Alpino (SOIUSA) dividiu os Alpes em duas grandes Partes: Alpes Ocidentais e Alpes Orientais, separados pela linha formada pelo  Rio Reno - Passo de Spluga - Lago de Como - Lago de Lecco.
A secção alpina dos Alpes do Tauern ocidentais é formada pelos Alpes de Zillertal , Alpes Tauern, Alpes de Pusteria e o Grupo de Kreuzeck.

### Classificação  SOIUSA
Segundo a SOIUSA este acidente geográfico é uma Sub-secção alpina com as seguintes características:
- Parte = Alpes Orientais
- Grande sector alpino = Alpes Orientais-Centro
- Secção alpina = Alpes do Tauern ocidentais
- Sub-secção alpina =  Grupo de Kreuzeck
- Código = II/A-17.IV